# Siphonops insulanus
Siphonops insulanus es una especie de anfibio gimnofión de la familia Caeciliidae.
Es endémica del estado de São Paulo (Brasil): habita en los territorios de los municipios continentales de Victoria y Ubatuba, y en el insular de Isla Bella.